# Блакитне (Бериславський район)
Блаки́тне — село в Україні, у Високопільській селищній громаді Бериславського району Херсонської області. Населення становить 88 осіб.
Село було тимчасово окуповане російськими військами 24 лютого 2022 року.
21 жовтня 2022 року ОК «Південь» повідомило про завершення комплексу стабілізаційних заходів у звільненому від російської окупації селі.

## Історія
За даними Всеросійського сільськогосподарського перепису 1916 року, населений пункт: залізнична станція Блакитне відносився до Архангельської волості Херсонського повіту Херсонської губернії й налічував 4 господарства. Населення становило 19 осіб — 17 чоловічої статі та 2 жіночої.
12 червня 2020 року, відповідно до Розпорядження Кабінету Міністрів України від № 726-р «Про визначення адміністративних центрів та затвердження територій територіальних громад Херсонської області», увійшло до складу Високопільської селищної громади.
19 липня 2020 року, в результаті адміністративно-територіальної реформи та ліквідації  Високопільського району, увійшло до складу Бериславського району.
В березні 2022 року було окуповане рашистами. 4 жовтня 2022 року Збройні сили України звільнили Блакитне.

## Населення
Згідно з переписом УРСР 1989 року чисельність наявного населення села становила 95 осіб, з яких 49 чоловіків та 46 жінок.
За переписом населення України 2001 року в селі мешкало 88 осіб.

### Мовний склад
Рідна мова населення за даними перепису 2001 року:
| Мова       | Чисельність, осіб | Доля     |
| ---------- | ----------------- | -------- |
| Українська | 83                | 94,32 %  |
| Російська  | 4                 | 4,54 %   |
| Молдовська | 1                 | 1,14 %   |
| Разом      | 88                | 100,00 % |